# Európai Felsőoktatási Térség
Az Európai Felsőoktatási Térség a bolognai folyamat keretében, európai kezdeményezésre létrejött szövetség, melynek tagjai együtt dolgoznak a felsőoktatás megújításáért, illetve a felsőoktatási hallgatók és oktatók mobilitásának elősegítéséért és munkakeresési lehetőségeik javításáért.

## Tagság
A taggá válás feltétele, hogy a jelölt ország tagja legyen az Európa Tanács Európai Kulturális Egyezményének, továbbá vállalja a bolognai folyamat végrehajtását saját felsőoktatási rendszerében.
Jelenleg 48 tagja van: az összes európai ország (Koszovó kivételével), valamint Örményország, Oroszország, Kazahsztán és mások.

## Közös alapértékei
- A kifejezés szabadsága,
- a felsőoktatási intézmények autonómiája,
- független diák szervezetek,
- akadémiai szabadság,
- a diákok és az oktatók szabad mozgása.[3]